# كي. إم. بيتون
كي. إم. بيتون (بالإنجليزية: K. M. Peyton)‏ (2 أغسطس 1929، برمنغهام في المملكة المتحدة)؛ كاتِبة مُتخصِّصة في أدب الأطفال وروائية بريطانية.

## روابط خارجية
- كي. إم. بيتون على موقع IMDb (الإنجليزية)
- كي. إم. بيتون على موقع قاعدة بيانات الفيلم (الإنجليزية)